# 1889 في البرازيل
فيما يلي قوائم الأحداث التي وقعت خلال عام 1889 في البرازيل.

## أحداث
- 15 نوفمبر – رئيس البرازيل

## سياسة

### تعيين في المنصب
- 15 نوفمبر – ديودورو دا فونسيكا رئيس البرازيل.

## وفيات

### أكتوبر
- 17 أكتوبر – رودريغو سيلفا (مواليد 1833) سياسي برازيلي.